# Abraxas etridoides
Abraxas etridoides là một loài bướm đêm trong họ Geometridae.